# Edith Sitwell
Dame Edith Louisa Sitwell (Scarborough, 7 settembre 1887 – Londra, 9 dicembre 1964) è stata una poetessa e saggista inglese.

## Biografia
Di antica e nobile famiglia, sorella degli scrittori Osbert (1892-1969) e Sacheverell (1897-1988), studiò privatamente; nel 1915 pubblicò la prima raccolta di versi, The Mother and Other Poems, di evidente derivazione baudelariana e simbolista.
Personalità eccentrica e sofisticata, diresse dal 1916 al 1921 la rivista Wheels, portavoce delle correnti poetiche di avanguardia. La sua poesia, dopo una prima fase di netta prevalenza degli elementi estetizzanti e delle ardite innovazioni metriche, pur mantenendosi sempre ad un livello altissimo di perizia stilistica, è venuta allargando il suo raggio di interessi e di simpatia umana.
La Sitwell ha inoltre collaborato con William Walton per musicare alcune poesie della sua raccolta Façade, e scritto numerosi saggi di critica, fra cui uno su Alexander Pope.
La scrittrice è considerata, da taluni critici, molto vicina agli ultimi rappresentanti del movimento estetista che ebbe in Oscar Wilde il suo massimo esponente.

## Raccolte di poesie
- The Mother and Other Poems, 1915
- Clowns' Houses, 1918
- Rustic Elegies, 1927
- Gold Coast Customs, 1929
- The Song of the Cold, 1948
- The Canticle of the Rose: Selected Poems 1920–1947, 1949 (Il cantico della rosa, a cura di Lina Angioletti, Guanda, Parma, 1970)
- Façade, and Other Poems, 1950
- Gardeners and Astronomers, 1953
- Collected Poems, 1957 (Poesie dell'era atomica, a cura di Lina Angioletti, Del Duca, Milano, 1963)
- The Outcasts, 1962.

## Altre opere
- Alexander Pope, 1930
- The English Eccentrics, 1933
- Aspects of Modern Poetry, 1934
- Victoria of England, 1936 (La regina Vittoria, trad. di Margherita Santi Farina, Longanesi, Milano, I ed. 1949; TEA, Milano, 1997)
- I Live under a Black Sun, 1937 (Sotto il sole nero, Bompiani, Milano, 1954)
- Fanfare for Elizabeth,1946
- The Queens and the Hive, 1962
- Taken Care of, postumo 1965 (Autobiografia, trad. di Margherita Guidacci, Rizzoli, Milano, 1968; poi con il titolo Una vita protetta : autobiografia, SE, Milano 1989)

## Ascendenza
|                                           |                                        |                                          | Genitori                                    |  |  | Nonni |  |  | Bisnonni                     |  |  | Trisnonni                    |  |
|                                           |                                        |                                          |                                             |  |  |       |  |  | George Sitwell, II baronetto |  |  | Sitwell Sitwell, I baronetto |  |
|                                           |                                        |                                          |                                             |  |  |       |  |  | George Sitwell, II baronetto |  |  | Sitwell Sitwell, I baronetto |  |
|                                           |                                        | Alice Parke                              |                                             |  |  |       |  |  | George Sitwell, II baronetto |  |  |                              |  |
| Sitwell Sitwell, III baronetto            |                                        |                                          |                                             |  |  |       |  |  | George Sitwell, II baronetto |  |  |                              |  |
|                                           |                                        | Susan Murray Tait                        | Craufurd Tait                               |  |  |       |  |  |                              |  |  |                              |  |
|                                           |                                        | Susan Murray Tait                        | Craufurd Tait                               |  |  |       |  |  |                              |  |  |                              |  |
|                                           |                                        | Susan Murray Tait                        | Susan Campbell                              |  |  |       |  |  |                              |  |  |                              |  |
| George Sitwell, IV baronetto              |                                        | Susan Murray Tait                        |                                             |  |  |       |  |  |                              |  |  |                              |  |
|                                           |                                        | Henry Hely-Hutchinson                    | Francis Hely-Hutchinson                     |  |  |       |  |  |                              |  |  |                              |  |
|                                           |                                        | Henry Hely-Hutchinson                    | Francis Hely-Hutchinson                     |  |  |       |  |  |                              |  |  |                              |  |
|                                           |                                        | Henry Hely-Hutchinson                    | Frances Wilhelmina Nixon                    |  |  |       |  |  |                              |  |  |                              |  |
| Louisa Hely-Hutchinson                    |                                        | Henry Hely-Hutchinson                    |                                             |  |  |       |  |  |                              |  |  |                              |  |
|                                           |                                        | Harriet Wrightson                        | William Wrightson                           |  |  |       |  |  |                              |  |  |                              |  |
|                                           |                                        | Harriet Wrightson                        | William Wrightson                           |  |  |       |  |  |                              |  |  |                              |  |
|                                           |                                        | Harriet Wrightson                        | Henrietta Heber                             |  |  |       |  |  |                              |  |  |                              |  |
| Edith Sitwell                             |                                        | Harriet Wrightson                        |                                             |  |  |       |  |  |                              |  |  |                              |  |
|                                           | Albert Denison, I barone Londesborough | Henry Conyngham, I marchese di Conyngham |                                             |  |  |       |  |  |                              |  |  |                              |  |
|                                           | Albert Denison, I barone Londesborough | Henry Conyngham, I marchese di Conyngham |                                             |  |  |       |  |  |                              |  |  |                              |  |
|                                           | Albert Denison, I barone Londesborough | Elizabeth Denison                        |                                             |  |  |       |  |  |                              |  |  |                              |  |
| William Denison, I conte di Londesborough | Albert Denison, I barone Londesborough |                                          |                                             |  |  |       |  |  |                              |  |  |                              |  |
|                                           |                                        | Henrietta Weld-Forester                  | Cecil Weld-Forester, I barone Forester      |  |  |       |  |  |                              |  |  |                              |  |
|                                           |                                        | Henrietta Weld-Forester                  | Cecil Weld-Forester, I barone Forester      |  |  |       |  |  |                              |  |  |                              |  |
|                                           |                                        | Henrietta Weld-Forester                  | Katherine Manners                           |  |  |       |  |  |                              |  |  |                              |  |
| Ida Denison                               |                                        | Henrietta Weld-Forester                  |                                             |  |  |       |  |  |                              |  |  |                              |  |
|                                           |                                        | Henry Somerset, VII duca di Beaufort     | Henry Charles Somerset, VI duca di Beaufort |  |  |       |  |  |                              |  |  |                              |  |
|                                           |                                        | Henry Somerset, VII duca di Beaufort     | Henry Charles Somerset, VI duca di Beaufort |  |  |       |  |  |                              |  |  |                              |  |
|                                           |                                        | Henry Somerset, VII duca di Beaufort     | Charlotte Sophia Leveson-Gower              |  |  |       |  |  |                              |  |  |                              |  |
| Edith Somerset                            |                                        | Henry Somerset, VII duca di Beaufort     |                                             |  |  |       |  |  |                              |  |  |                              |  |
|                                           |                                        | Emily Frances Smith                      | Charles Culling Smith                       |  |  |       |  |  |                              |  |  |                              |  |
|                                           |                                        | Emily Frances Smith                      | Charles Culling Smith                       |  |  |       |  |  |                              |  |  |                              |  |
|                                           |                                        | Emily Frances Smith                      | Anne Wesley                                 |  |  |       |  |  |                              |  |  |                              |  |
|                                           |                                        | Emily Frances Smith                      |                                             |  |  |       |  |  |                              |  |  |                              |  |